# Ixodes trichosuri
Ixodes trichosuri este o specie de căpușe din genul Ixodes, familia Ixodidae, descrisă de Roberts în anul 1960. Conform Catalogue of Life specia Ixodes trichosuri nu are subspecii cunoscute.